# Newport Pop Festival
Das Newport Pop Festival fand am 3. und 4. August 1968 in Costa Mesa in Kalifornien statt. Es gilt als das erste Musikfestival mit mehr als 100.000 zahlenden Besuchern. Vom 20. bis zum 22. Juni 1969 gab es mit Newport 69 (auch bekannt als „Newport 69 Pop Festival“) eine Neuauflage in Northridge (Los Angeles) mit geschätzten 200.000 Besuchern.

## Newport Pop Festival 1968
Das Newport Pop Festival wurde von Mark Robinson, Gary Schmidt und dessen Vater Al Schmidt auf den Orange County Fairgrounds in Costa Mesa organisiert. Als Moderator gewann man den bekannten DJ Harvey „Humble Harve“ Miller, der zusammen mit Wavy Gravy durch das Programm führte.
Eigentlich in einer Halle geplant, wich man aufgrund der enormen Ticketnachfrage auf ein Außengelände aus, das sonst als Parkfläche diente. Niemand war auf einen derartigen Ansturm vorbereitet; es gab Ver- und Entsorgungsprobleme und keinen Schatten für die Besucher. Zur Übernachtung wurde ein Bereich der Fairgrounds zum Campingplatz umfunktioniert.

### Samstag, 3. August 1968
Alice Cooper, Canned Heat, The Chambers Brothers, Charles Lloyd Quartet, Country Joe and the Fish, The Electric Flag, James Cotton Blues Band, Paul Butterfield Blues Band, Sonny and Cher, Steppenwolf, Tiny Tim.
Während des Auftritts des Charles Lloyd Quartet begann eine lokale Band namens Super Chief auf einer anderen Bühne den Song Hello von Lee Michaels zu spielen. Das Publikum war begeistert, die Musik von Charles Lloyd traf offensichtlich nicht den Publikumsgeschmack.
Sonny and Cher kamen per Hubschrauber und wurden später von der Bühne gebuht.

### Sonntag, 4. August 1968
Blue Cheer, Eric Burdon and the Animals, Grateful Dead, Illinois Speed Press, Iron Butterfly, Jefferson Airplane, Quicksilver Messenger Service, The Byrds, Things to Come.
Zeitzeugen berichteten von Auftritten einiger Bands, die nicht im Programm aufgeführt waren, darunter The Lovin’ Spoonful, Rhinoceros, Sky Pilot und The Turtles.

## Newport 69
Mit geschätzt 200.000 Besuchern setzte dieses Festival einen neuen Zuschauerrekord. Veranstalter war Mark Ronson, der sich mit seinen beiden Partnern des Vorjahres, Gary und Al Schmidt, gerichtlich um die Namensrechte am „Newport Pop Festival“ stritt; letztendlich durfte er den Namen so nicht verwenden.
Während das Newport Pop Festival 1968 Gewinn machte, war Newport 69 ein Verlustgeschäft. Allein die Gage für Jimi Hendrix betrug 50.000 $; soviel hatte das gesamte Festival des Vorjahres nicht an Gagen gekostet.

### Freitag, 20. Juni 1969
Ike & Tina Turner, Albert King, Edwin Hawkins Singers, The Jimi Hendrix Experience, Joe Cocker, Southwind, Spirit, Don Ellis & His Jazz Orchestra, Taj Mahal.

### Samstag, 21. Juni 1969
Albert Collins, Brenton Wood, Buffy Sainte-Marie, Charity, Creedence Clearwater Revival, Eric Burdon and War, Friends of Distinction, Jethro Tull, Lee Michaels, Love, Steppenwolf, Sweetwater.

### Sonntag, 22. Juni 1969
Booker T. & the M.G.’s, The Chambers Brothers, The Flock, The Grass Roots, Johnny Winter, Marvin Gaye, Mother Earth, Jimi Hendrix mit Buddy Miles, Eric Burdon und Mother Earth, Poco, The Byrds, The Rascals, Three Dog Night.